# Serghei Mureico
Serghei Mureico (ryska: Sergej Murejko), född 1970 i Chişinău, Moldavien, är en moldavisk brottare som tog OS-brons i supertungviktsbrottning i den grekisk-romerska klassen 1996 i Atlanta.